# ريد ديد ريدمبشن: أنديد نايتمار
ريد ديد ريدمبشن: أنديد نايتمار (بالإنجليزية: Red Dead Redemption: Undead Nightmare)‏ هي لعبة فيديو أكشن ومغامرات من منظور الشخص الثالث، وهي جزء من لعبة ريد ديد ريدمبشن، لكن قد لا يتطلب شراءها، تم تطويرها من قبل روكستار سان دييغو ونورث، ونشرتها روكستار جيمز كلعبة منفصلة، وتوسعة في نفس الوقت في 26 أكتوبر، 2010 لأنظمة بلاي ستيشن 3، وإكس بوكس 360.
أضافت اللعبة حملة لاعب واحد غير متعارف عليها تحت عنوان رعب الزومبي، ووضعين متعددي اللاعبين، وإضافات تجميلية إلى بيئات وشخصيات لعبة المغامرات والحركة الغربية ذات العالم المفتوح. تم تعيينه في جدول زمني بديل من قصة اللعبة الأساسية، وتتبع هذه القصة، عودة بطل الرواية جون مارستون، وهو خارج عن القانون سابق يسعى للعثور على السبب والعلاج المحتمل لطاعون الزومبي الذي أصاب زوجته وابنه. يحرر مارستون المدن التي اجتاحها الموتى الأحياء ويساعد الشخصيات غير القابلة للعب في المهام الجانبية على طول الطريق.

## روابط خارجية
- ريد ديد ريدمبشن: أنديد نايتمار على موقع IMDb (الإنجليزية)